# Гаккебуш Валентин Михайлович
Валентин Михайлович Гаккебуш (1881, Немирів на Вінниччині — 16 жовтня 1931) — український радянський лікар-психіатр, професор, брат Михайла та Любові Гаккебушів.
Психіатр, доктор медицини, професор (1918). Завідувач кафедри психіатрії Київського медичного інституту (1925—1931), один з організаторів психіатричної клініки та директор психоневрологічного інституту в Києві (нині Інститут нейрохірургії АМНУ).
Вивчав атеросклероз судин головного мозку; нервово-психічні розлади, пов'язані з травмою; проблеми судової психіатрії й організації психіатричної допомоги.
Описав симптомокомплекс психічних розладів (хвороба Гаккебуша-Гейєра-Геймановича). Опублікував перший посібник з психіатрії та нервових хвороб для фельдшерів.
Розробляв питання законодавства про душевнохворих. Разом з Б. Маньковським заснував журнал «Современная психоневрология» (1924).

## Біографія
Народився 1881 року в Немирові (нині — Вінницької области).
1904 року закінчив Московський університет.
Працював лікарем-психіатром в Полтавській і Харківській лікарнях, потім асистентом клініки нервових і психічних хвороб Харківського медичного інституту.
З 1918 року і до смерті працював у Київському медичному інституті, завідував кафедрою психіатрії.
Керував клінікою психоневрологічного санаторію в Києві.
В 1923 році був одним з організаторів створення на його базі Київського психоневрологічного інституту.
Багато уваги приділяв організації психіатричної допомоги в УРСР, патронажу психічно хворих та трудової терапії.
У 1925 році разом з Борисом Маньківським заснував журнал «Радянська психоневрологія» (спочатку під назвою «Сучасна психоневрологія»).

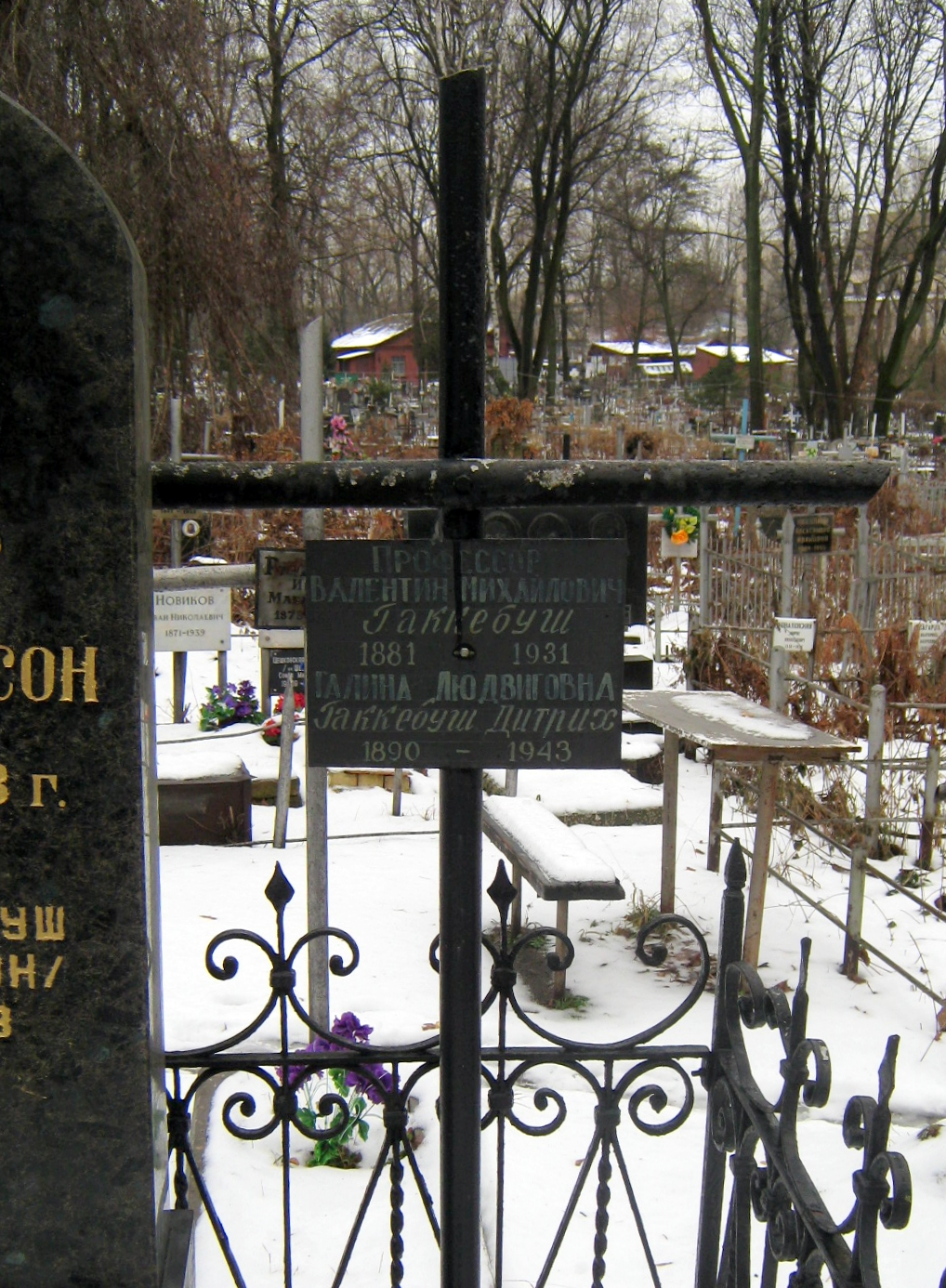
Хрест на могилі Валентина Гаккебуша

Жив у Києві (садиба по вулиці Воровського, нині Бульварно-Кудрявська), 27.
Помер 16 жовтня 1931 року. Похований у Києві на Лук'янівському цвинтарі (ділянка № 7, ряд 1, місце 3-2).

## Наукова робота
Дослідження В. М. Гаккебуша охоплюють клініку органічних психозів пізнього віку, травматичних ушкоджень головного мозку, неврозів і психопатій, проблеми дитячої психіатрії.
Був прихильником широкого впровадження в практику експериментально-психологічних досліджень психічно хворих. Розробляв питання судової психіатрії. Був активним прихильником психотерапії психічних захворювань, особливо гіпнотерапії. Спільно з Т. А. Гейер і О. Й. Геймановичем описав особливу форму психічної патології пізнього віку, названу їхніми іменами.
Вивчав атеросклероз судин головного мозку, нервово-психіатричні розлади, пов'язані з травмою, проблеми судової психіатрії, організації психіатричної допомоги. Описав симптомокомплекс психіатричних розладів (хвороба Гаккебуша– Гейєра–Геймановича).
Розробляв питання законодавства про душевнохворих. Опублікував 1-й посібник з психіатрії та нервових хвороб для фельдшерів. Разом з Б. Маньковським заснував ж. «Современная психоневрология» (1924).

## Праці
- «Децентралізація психіатричної допомоги» (1908);
- «Про альцгеймеровську хворобу», у співавторстві з Т. А. Гейер (1912);
- «Про систему асемічнихх психозів старості з атрофічними осередками в мозку», у співавторстві з О. Й. Геймановичем (1916);
- «Нервові захворювання у зв'язку з повітряною контузією» (1916);
- «Прогноз у психіатрії» (1927);
- «Курс судової психопатології» (1928);
- «Середовище та дитяча істерія» (1930).